# داون پرینسس
داون پرینسس (به انگلیسی: Dawn Princess) یک کشتی است که طول آن ۲۶۶ متر (۸۷۳ فوت) می‌باشد. این کشتی در سال ۱۹۹۶ ساخته شد.